# Botanophila coloriforcipis
Botanophila coloriforcipis är en tvåvingeart som beskrevs av Fan 1984. Botanophila coloriforcipis ingår i släktet Botanophila och familjen blomsterflugor. Inga underarter finns listade i Catalogue of Life.